# Дитфурт ан др Алтмил
Дитфурт ан др Алтмил (њем. Dietfurt an der Altmühl) град је у њемачкој савезној држави Баварска. Једно је од 19 општинских средишта округа Нојмаркт (Горњи Палатинат). Према процјени из 2010. у граду је живјело 6.015 становника. Посједује регионалну шифру (AGS) 9373121.

## Географски и демографски подаци
Дитфурт ан др Алтмил се налази у савезној држави Баварска у округу Нојмаркт (Горњи Палатинат). Град се налази на надморској висини од 365 метара. Површина општине износи 78,8 km². У самом граду је, према процјени из 2010. године, живјело 6.015 становника. Просјечна густина становништва износи 76 становника/km².